# 拿破仑之路

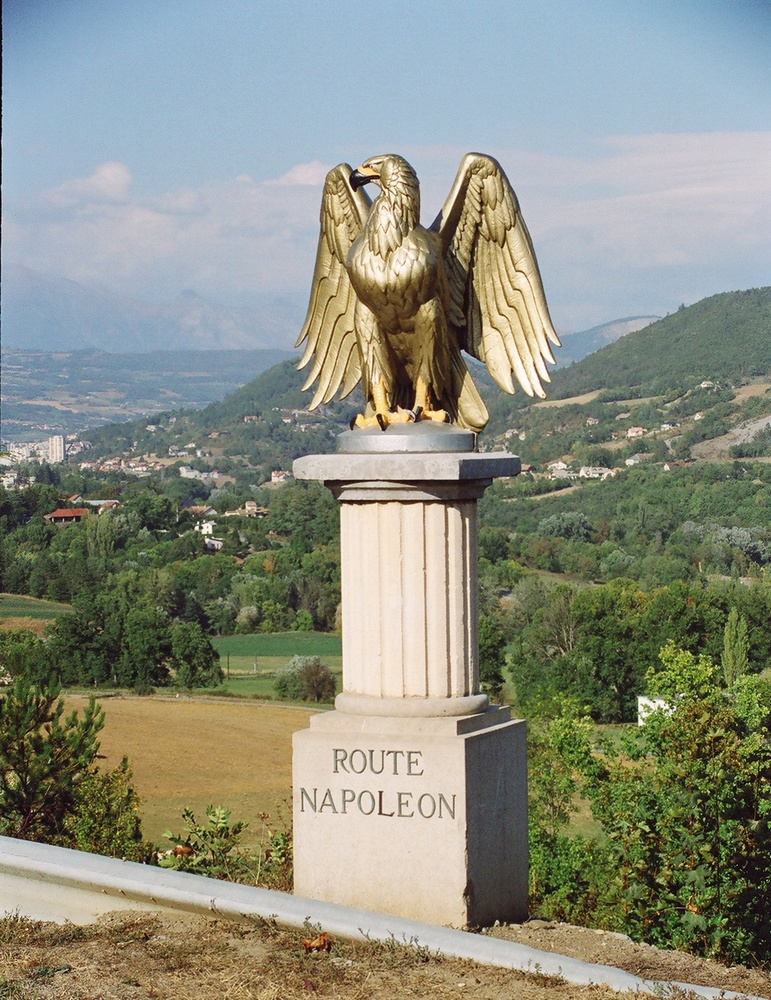

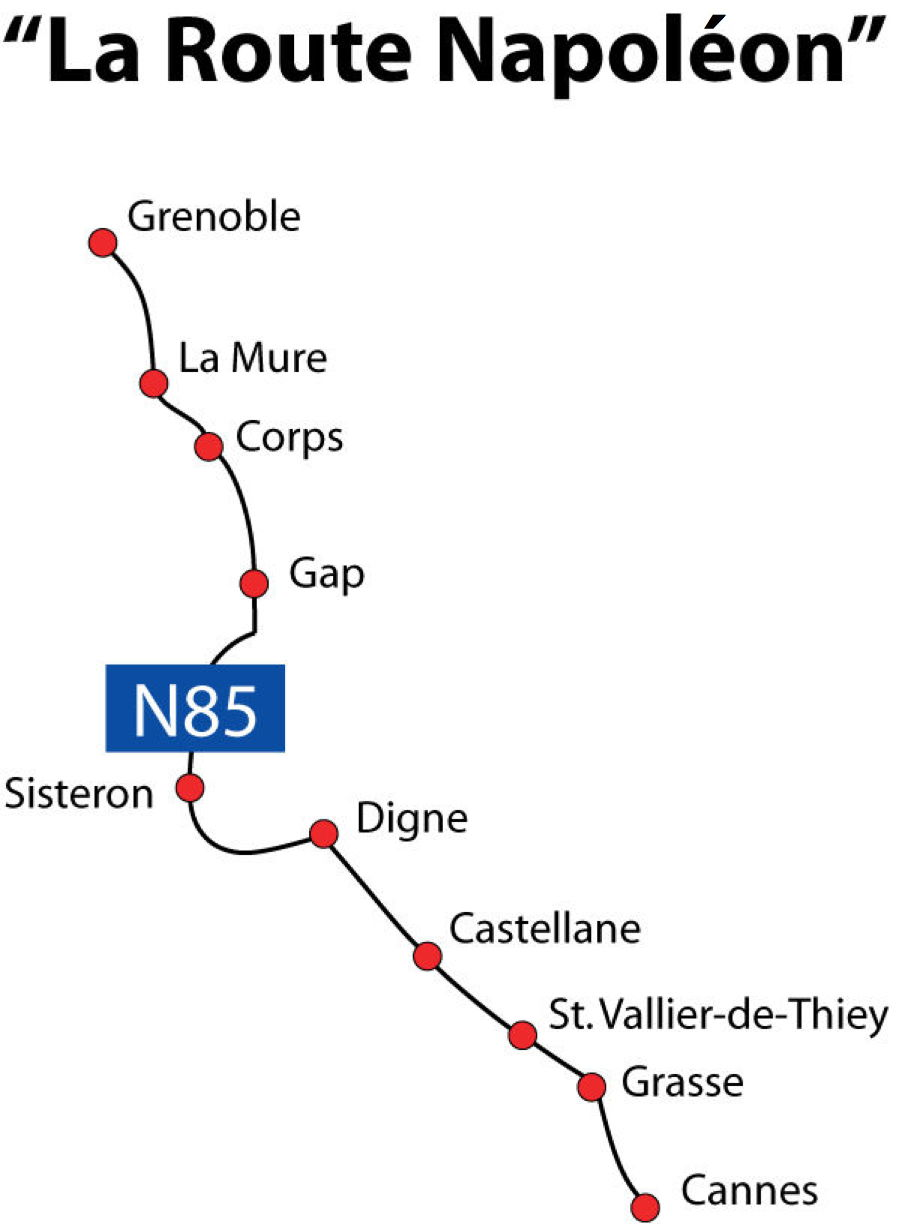
拿破仑之路

拿破仑之路（法語：Route Napoléon）是拿破仑一世在1815年从厄尔巴岛返回的路线。现在它是 N85, D1085, D4085,和 D6085 公路的共线道路。这条路线开始于儒昂湾，1815年3月1日，拿破仑从这里开始百日王朝，最后结束于滑铁卢。这条路线揭幕于1932年，从蔚蓝海岸沿着阿尔卑斯山山麓，一路向西北方向。沿路有法国帝国雄鹰雕塑。

## 路线

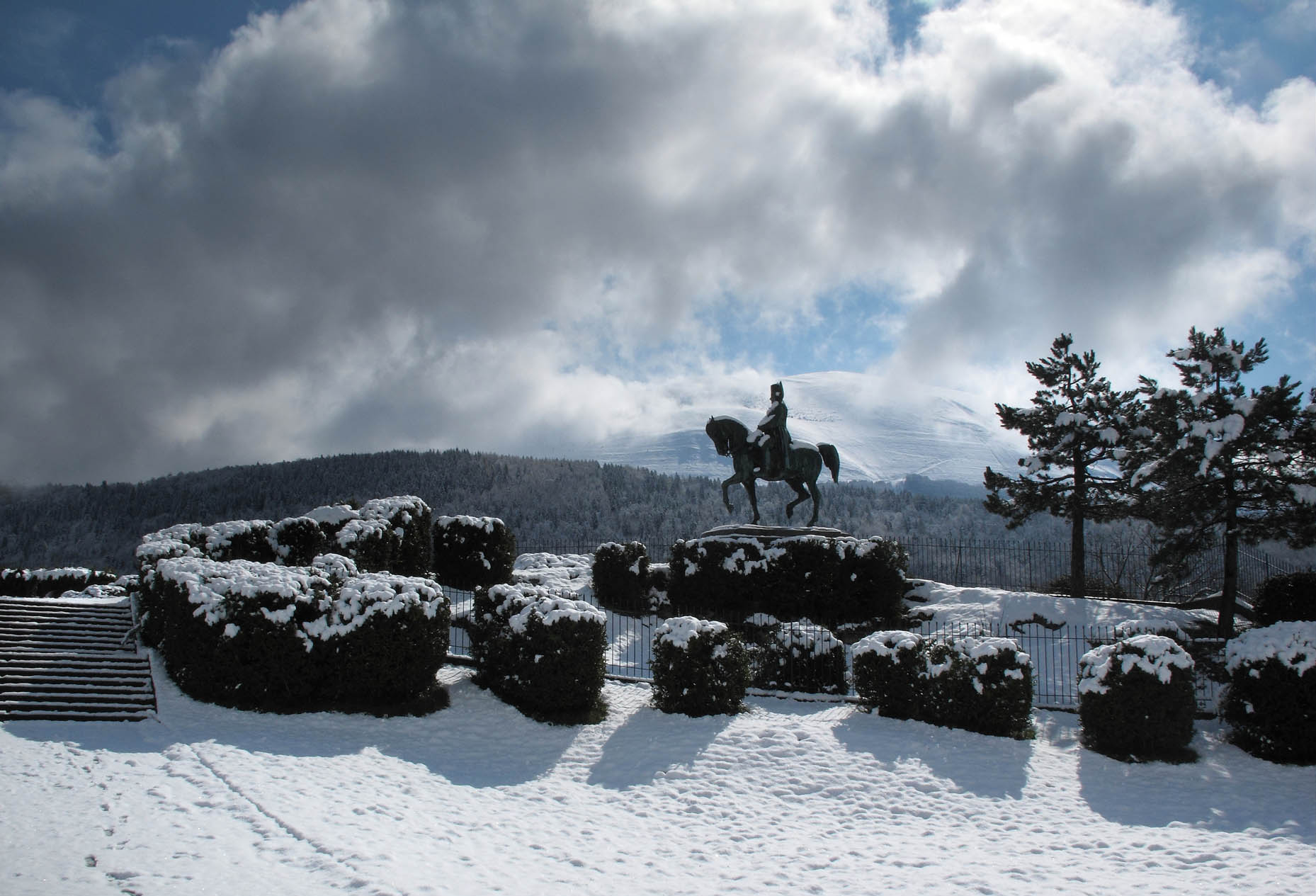
拿破仑之路
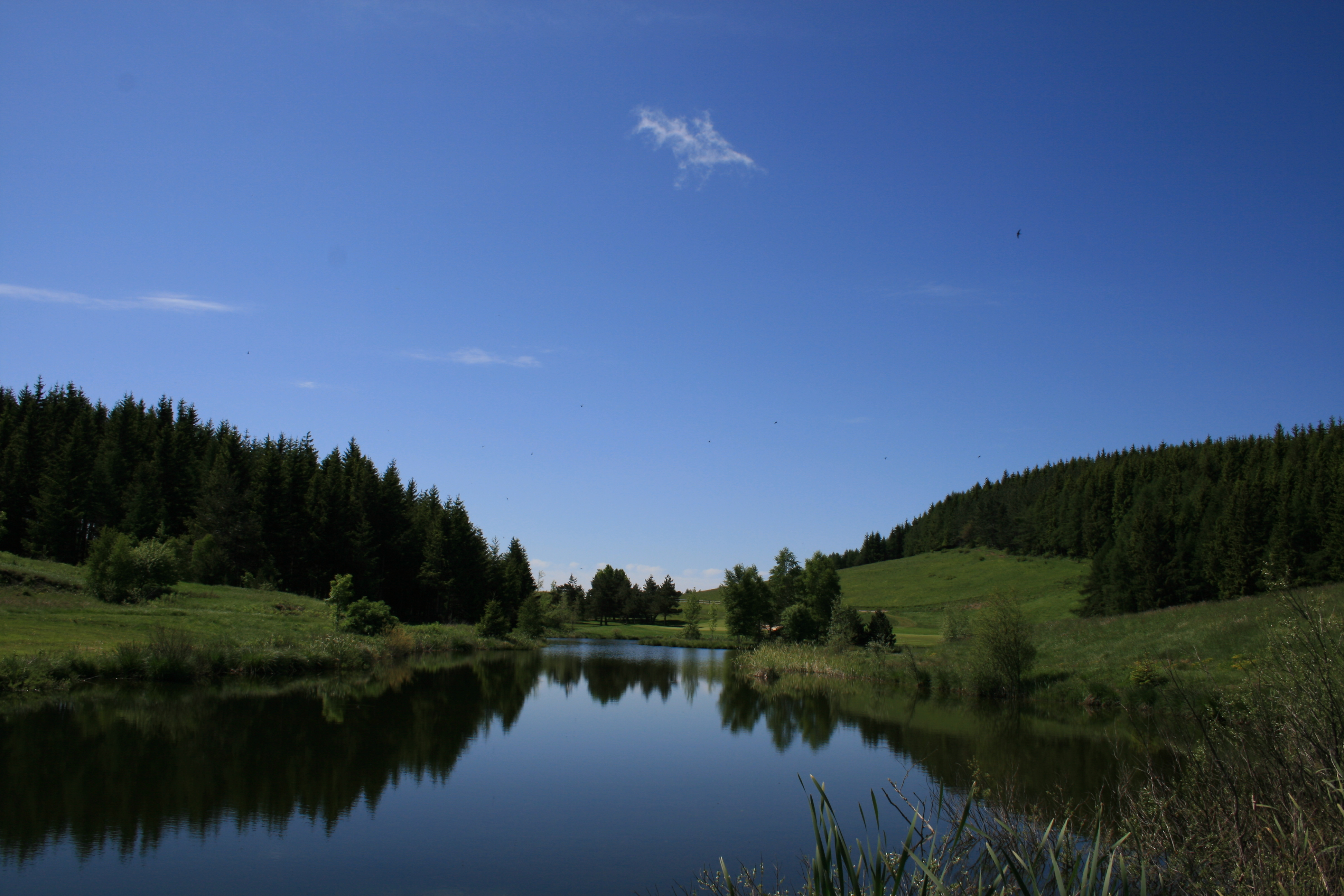
巴亚尔山口湖
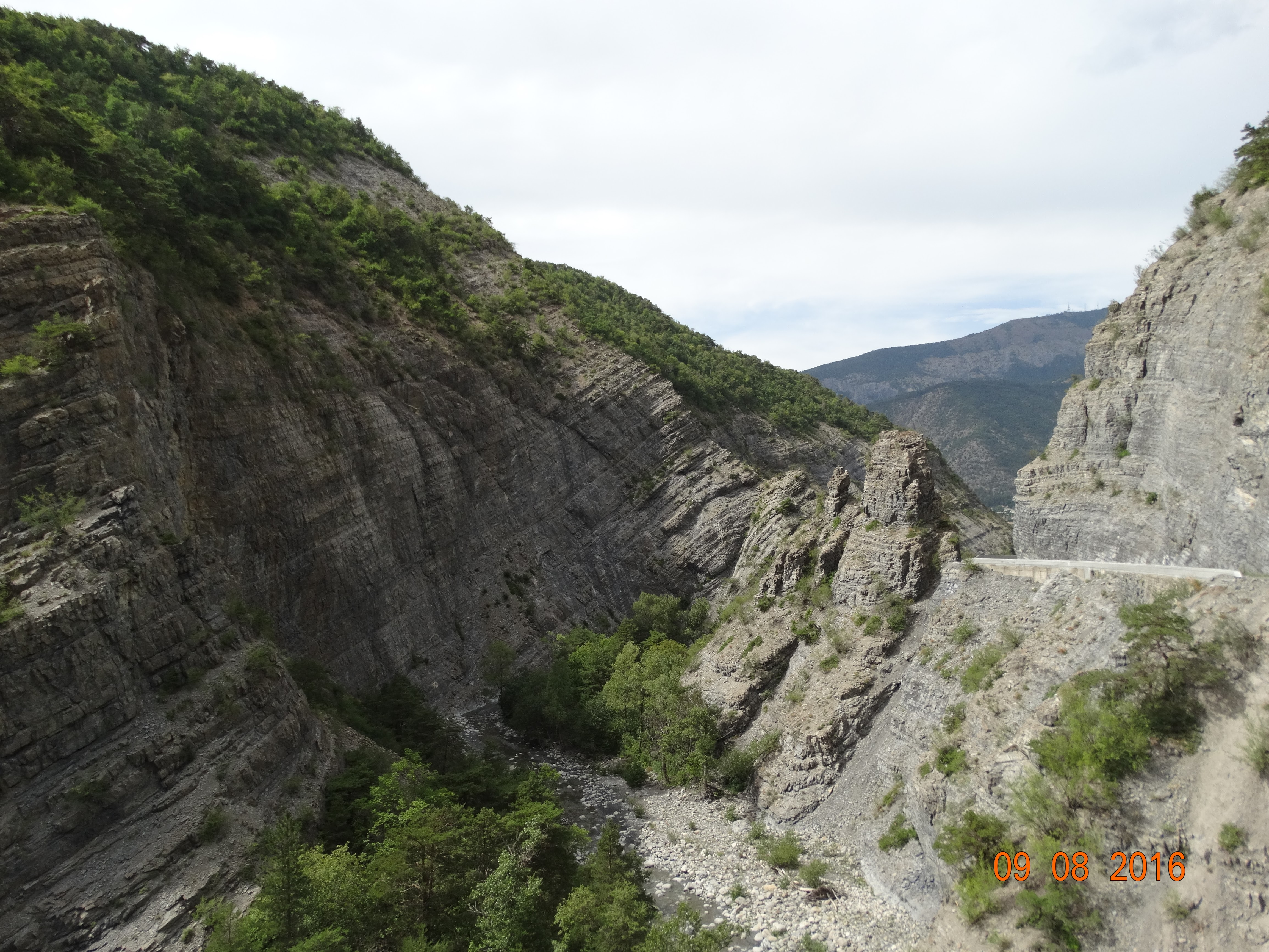
拿破崙在錫斯特龍的路
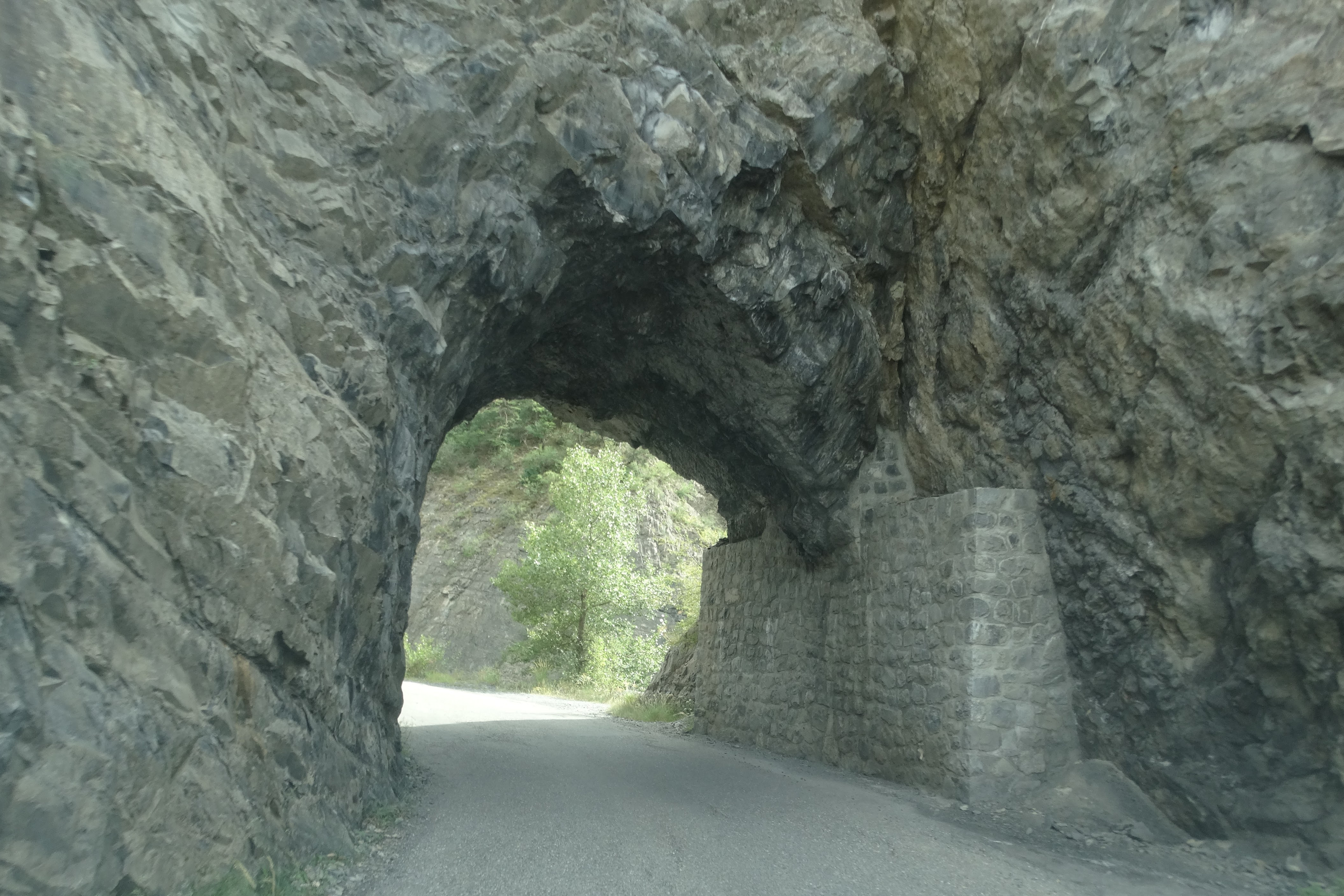
加馬勒隧道

从南向北：
- 昂蒂布
- 格拉斯
- 圣瓦利耶德蒂耶
- 卡斯泰拉讷
- 迪涅萊班
- 锡斯特龙
- 加普
- 科尔
- 拉米尔
- 拉夫雷
- 格勒诺布尔

- 拿破仑之路
- 巴亚尔山口湖
- 拿破崙在錫斯特龍的路
- 加馬勒隧道